# Mostich Hill
Mostich Hill är en kulle i Antarktis. Den ligger i Sydshetlandsöarna. Argentina, Chile och Storbritannien gör anspråk på området. Toppen på Mostich Hill är 130 meter över havet.
Terrängen runt Mostich Hill är mycket platt. Trakten är obefolkad. Det finns inga samhällen i närheten. 